# Siemens (unidad)
Se denomina siemens (símbolo: S) a la unidad derivada del SI para la medida de la conductancia eléctrica, que se representa con el símbolo G. No es claro si la unidad recibe el nombre en reconocimiento a Werner von Siemens o a su hermano Carl Wilhelm Siemens, ambos con destacados aportes en el área de ingeniería eléctrica. Su inversa es la resistencia eléctrica, que se representa por la letra R y cuya unidad es el ohmio.
{\displaystyle G={\frac {1}{R}}={\frac {I}{V}}}
En donde I es la intensidad eléctrica o corriente eléctrica, y  V es el voltaje (tensión o diferencia de potencial eléctrico).
{\displaystyle {\mbox{S}}=\Omega ^{-1}={\dfrac {\mbox{A}}{\mbox{V}}}={\dfrac {{\mbox{C}}^{2}\cdot {\mbox{s}}}{{\mbox{kg}}\cdot {\mbox{m}}^{2}}}={\dfrac {{\mbox{A}}^{2}\cdot {\mbox{s}}^{3}}{{\mbox{kg}}\cdot {\mbox{m}}^{2}}}.}

## Denominaciones anteriores
Esta unidad también se denominaba mho (por ser la unidad inversa al ohmio), porque la conductancia es la inversa de la resistencia, pero este nombre no está en las actuales normas. Se representaba con una ípsilon latina mayúscula (Ʊ) —una letra omega mayúscula invertida (℧)—.

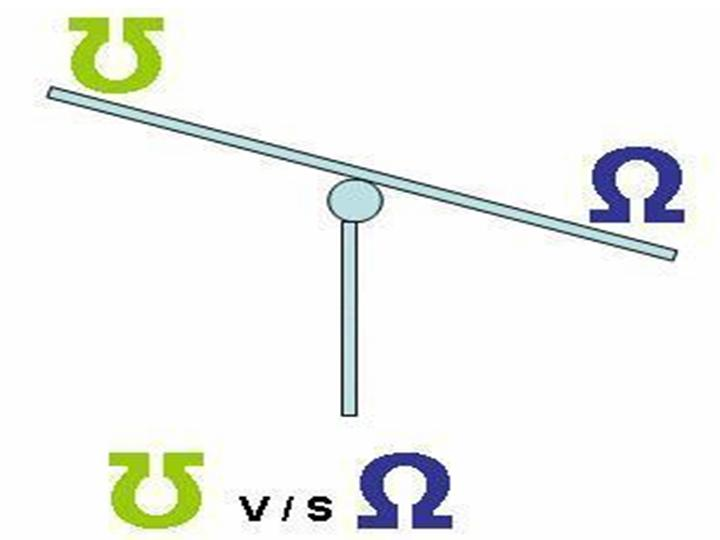
Conductancia versus resistencia.

En el dibujo anterior está representando que la conductancia eléctrica es inversamente proporcional a la resistencia eléctrica, pero con la notación antigua.

## Múltiplos del SI
A continuación una tabla de los múltiplos y submúltiplos del Sistema Internacional de Unidades.
| Submúltiplos                                   | Submúltiplos | Submúltiplos  |        | Múltiplos | Múltiplos     | Múltiplos |
| Valor                                          | Símbolo      | Nombre        | Valor  | Símbolo   | Nombre        |           |
| 10−1 S                                         | dS           | decisiemens   | 101 S  | daS       | decasiemens   |           |
| 10−2 S                                         | cS           | centisiemens  | 102 S  | hS        | hectosiemens  |           |
| 10−3 S                                         | mS           | milisiemens   | 103 S  | kS        | kilosiemens   |           |
| 10−6 S                                         | µS           | microsiemens  | 106 S  | MS        | megasiemens   |           |
| 10−9 S                                         | nS           | nanosiemens   | 109 S  | GS        | gigasiemens   |           |
| 10−12 S                                        | pS           | picosiemens   | 1012 S | TS        | terasiemens   |           |
| 10−15 S                                        | fS           | femtosiemens  | 1015 S | PS        | petasiemens   |           |
| 10−18 S                                        | aS           | attosiemens   | 1018 S | ES        | exasiemens    |           |
| 10−21 S                                        | zS           | zeptosiemens  | 1021 S | ZS        | zettasiemens  |           |
| 10−24 S                                        | yS           | yoctosiemens  | 1024 S | YS        | yottasiemens  |           |
| 10−27 S                                        | rS           | rontosiemens  | 1027 S | RS        | ronnasiemens  |           |
| 10−30 S                                        | qS           | quectosiemens | 1030 S | QS        | quettasiemens |           |
| Prefijos comunes de unidades están en negrita. |              |               |        |           |               |           |

Esta unidad del Sistema Internacional es nombrada así en honor a Werner von Siemens. En las unidades del SI cuyo nombre proviene del nombre propio de una persona, la primera letra del símbolo se escribe con mayúscula (S), en tanto que su nombre siempre empieza con una letra minúscula (siemens), salvo en el caso de que inicie una frase o un título.
Basado en The International System of Units, sección 5.2.